# Nina Badrić
Nina Badrić (Zagreb, 4. srpnja 1972.), hrvatska je pop
pjevačica i višestruka osvajačica nagrade Porin. Jedna je od najtrofejnijih glazbenica čija se popularnost proširila i izvan granica Hrvatske.
S devet godina pjevala je u dječjem zboru 'Zvjezdice', s kojim je putovala po svijetu, snimila nekoliko albuma i stekla veliko iskustvo u zborskom i gospel pjevanju. Svoj prvijenac Godine nestvarne objavljuje 1995. godine za diskografsku kuću Croatia Records, ali veći uspjeh dolazi tek nakon dueta s Emilijom Kokić i skladbe "Ja sam vlak". 2002. godine u Bosni i Hercegovini proglašena je najboljim stranim izvođačem i dobitnica je glazbenog 'Oscara'. Četiri puta se natjecala na Dori (Hrvatsko natjecanje za pjesmu Eurovizije).

## Životopis

### Zvjezdice
Nina Badrić rodila se 4. srpnja 1972. godine u Zagrebu. Odrasla je uz dvije sestre, Dijanu i Sunčicu. Pohađala je osnovnu školu "Otokar Keršovani", koja kasnije 1995. godine mijenja ime u "Dr. Ivan Merz". Glazbom se počinje baviti već kao devetogodišnja djevojčica, pjevajući u dječjem zboru 'Zvjezdice'. Sa 'Zvjezdicama' je proputovala gotovo čitavi svijet, snimila nekoliko albuma i stekla veliko glazbeno iskustvo u zborskom i gospel pjevanju. Nina nije prva kojoj su 'Zvjezdice' pomogle u daljnjoj karijeri, pa tako nakon sedam godina provedenih u zboru, Nina odlazi u studio gdje pjeva prateće vokale izvođačima kao što su Parni valjak, Prljavo kazalište i drugi.

### Početak uspjeha
Jedan od najzaslužnijih ljudi za njezinu glazbenu karijeru je pokojni Dino Dvornik, koji joj je prema njezinim riječima jako puno pomogao. Dok je pjevušila uz radio u jednom butiku u kojem je radila, na vratima se pojavio Dino Dvornik, koji je tada bio velika hrvatska zvijezda. Dino je tada ugasio radio i rekao joj da sad otpjeva to isto bez pratnje. Bio je vrlo impresioniran onim što je čuo i sutradan je odmah s Ninom obišao nekoliko diskografskih kuća po Zagrebu.
Kasnije je imala svoj prvi veći nastup na 'Croviziji', gdje je pobijedila sa skladbom "Ostavljam te", u suradnji s Rajkom Dujmićem, Jasenkom Hourom i svojim prvim menadžerom Danijelom Koletićem. Ubrzo nakon toga potpisuje svoj prvi profesionalni ugovor s izdavačkom kućom Croatia Records i 1995. godine objavljuje svoj prvijenac Godine nestvarne. Tonski snimatelji na albumu bili su Tihomir Borošak i Dejan Parmak, a izvršni producent bio je Denis Curman, dok se materijal miksao i snimao u studiju Nostradamus. Album je vrlo dobro prošao kod publike, međutim Nina prvi veći uspjeh bilježi u duetu s pjevačicom Emilijom Kokić i skladbom "Ja sam vlak".

### Uspjeh i daljnja karijera

#### 1995. – 2011.
Nakon toga slijedi vrijeme Ninine uspješne glazbene karijere, koja dolazi na vrhunac objavljivanjem albuma Personality iz 1997. godine, za izdavačku kuću Zg Zoe Music. Album je najprodavaniji u godinama 1997. i 1998., a Nina s njim osvaja dva Porina, i to za najbolju žensku vokalnu izvedbu i za najbolji album pop i zabavne glazbe. 
Obrada skladbe "I'm so excited" od američkog R&B sastava The Pointer Sisters, donosi joj inozemni uspjeh, a pogotovo u Italiji. Zbog internacionalnog uspjeha dance verzije te pjesme s diskografskom kućom Dance Factory izbacuje dance album Me! na kojem pjeva na engleskom jeziku.  Ujedno se pojavljiva na pjesmi "Gimme Sunshine" sastava Banditos Bonitos.
Nakon toga 1999. godine objavljuje album Unique, na kojemu se nalazi 13 kompozicija od kojih se dvije pojavljuju u dvije verzije, "Woman in love"  u običnoj i remiks i "Po dobru ti me pamti" u vokalnoj i instrumentalnoj. Na snimanju su sudjelovali brojni hrvatski glazbenici, Boytronic, Ilan Kabiljo, Ante Pecotić, Željko Banić, Pegy, Davor Devčić, Igor Geržina, Mario Igrec, te članice sastava Divas. Većina materijala snimljena je u studiju 'Croatia Records' i 'J.M. Trooly'.
Singlom "Nek ti bude kao meni", Nina najavljuje svoj četvrti album pod nazivom Nina, koji izlazi 2000. godine, pod oznakom Croatie Records. Materijal na albumu sastoji se od dvanaest skladbi, a njihovi autori su Darko Juranović (producent albuma), Ivana Husar, Sandra Sagena, Brešković Brothers, Baby Dooks, Miroslav Lesić, Aleksandra Kovač, Sonja Kovač, Predrag Martinjak, Miro Vidović, Nino Mlinac, Fresh Jay i Nina Badrić. Uz ovu ekipu na snimanju, koje se obavljalo u zagrebačkom studiju Morris, sudjelovali su i brojni drugi glazbenici kao što su; Krešimir Tomec (Cubismo), Daria Hodnik Marinković, Jadranka Krištof, sastav 'XL', Zlatan Došlić (Cubismo), Hrvoje Rupčić (Cubismo), Davor Križić (Cubismo), Renata Sabljak, Robert Vrbančić, Kristijan Zorjan, Josip Grah, D.J. 279 (London). Album Nina donosi i drugi singl "Ako kažeš da me ne voliš", za kojeg je snimljen i video spot. 2003. godine objavljuje kompilaciju Collection i studijski album Ljubav. Album Ljubav sadrži trinaest skladbi, od kojih su dvije objavljene kao singlovi, "Čarobno jutro" (izvedena na natjecanju "Dora") i "Za dobre i loše dane". Materijal je snimljen u zagrebačkom studiju Morris, a na njemu je opet sudjelovala brojna skupina glazbenika.
Velikim solističkim koncertom kojeg je održala 14. veljače 2005. godine (dan Valentinovo) u Domu sportova u Zagrebu, Nina je obilježila vrhunac svoje glazbene karijere. Koncert je bio i humanitarnog karaktera s kojim je Nina podržala akciju UNICEF-a za udomljavanje napuštene djece. Posebno za ovu priliku Nina je pripremila svoje stare hitove u novom aranžmanu, koje su obradili Ante Gelo i Darko Juranović. Koncert je sniman i iste godine izlazi uživo album na dvostrukom CD-u, Ljubav za ljubav – Live, kojeg objavljuje izdavačka kuća Aquarius Records. Materijal se sastoji od 23 skladbe, koje su pokrile do tada čitavu Nininu glazbenu karijeru.
U studenom 2007. godine, izlazi njezin sedmi studijski album simboličnog naziva 07. Nakon što je njezin zadnji album Ljubav napunio vrhove svih Top ljestvica, istim putem je krenuo i 07, kada se odmah po objavljivanju počeo vrtjeti po svim radio postajama. Album je pripremala u londonskim glazbenim studijima. O samom nazivu albuma Nina je rekla:
Album otvara skladba "Kralj života moga", koju u duetu izvodi s romskom divom Ljiljanom Petrović - Buttler. Materijal sadrži još jedan duet, kojeg Nina izvodi s Montellom Jordanom u skladbi "Ne dam te nikom". Album je stvarala više od dvije godine, a na njemu su sudjelovali brojni velik glazbenici, a neki od njih su: Thomas Burić, Dražen Kvočić-Dash, Aleksandra Milutinović, Ljiljana Petrović Buttler, Montell Jordan, te Steve Sidwell.
Pored uspjeha koji ostaruje s albumom '07', Nina je 2007. potpisala ugovor za svjetsku urarsku kompaniju Frederiqué Constant čija je kampanja postala kampanja za cijeli svijet. Nina je zahvaljujući toj reklamnoj kampanji završila u najznačajnijim svjetskim magazinima kao što su Grazia, New York Times, Harper's Baazar kao i najznačajniji magazin u modnom svijetu, američki Vogue koji uređuje poznata Anna Wintour. Pored ovoga, Ninino lice se našlo na billboardima širom svijeta kao i na svim svjetskim zračnim lukama.
U studenome 2011. Nina objavljuje novi studijski album, nazvan Nebo.

#### 2012: Nastup na Pjesmi Eurovizije
Nina je izabrana da predstavlja Hrvatsku na Pjesmi Eurovizije 2012. u Azerbajdžanu.  Hrvatsku je predstavljala s pjesmom "Nebo". Badrić je pjesmu i uglazbila i napisala tekst. U drugom polufinalu je osvojila 12. mjesto osvojivši 42 boda i tako ostala bez plasmana u finale. Zbog takvog rezultata Nina Badrić bila je meta kritika nekih glazbenih stručnjaka i medija. Pobjedu je odnijela švedska predstavnica Loreen.

#### 2013. i poslije
Nina je u međuvremenu postala zaštitno lice svjetski poznate draguljarnice i tvornice nakita Freywille. Njeno lice osvojilo je predstavnike te firme u Saudijskoj Arabiji, tako da se reklama s njenim likom nalazi i na dalekom Istoku, čime je Nina potvrdila svoj status i u tom dijelu svog posla.
Nakon Eurosonga počinje Ninina velika dvoranska turneja koja je obišla najveće dvorane u Jugoistočnoj Europi i koje su bile popunjene do posljednjeg mjesta među kojima su Beogradska arena, KC Dražen Petrović i Zetra kao najveći koncert turneje 'NeBo' na kome je bilo 18.000 ljudi.
U siječnju 2013. Nina Badrić snimila je pjesmu "Duše su se srele" u duetu s bosanskohercegovačkim pjevačem Mirzom Šoljaninom. Spot za pjesmu potpisuje autorski tim Dino Muharemović i Mahir Sarihodžić, a sniman je u Zagrebu i Sarajevu.Još jednu suradnju u duetu Nina je ostvarila sa srpskim pjevačem Željkom Vasićem, a spot za njihovu pjesmu "Lozinka za raj" objavljen je 15. siječnja 2015. godine. Sniman je u Beogradu i Rimu, skladbu je napisao Željko Vasić dok tekst potpisuje Saša Milošević Mare. 
Iste godine, Badrić je objavila još dva singla, "Više smo od prijatelja" i "Cipele". Krajem svibnja 2016. Nina je izdala pjesmu "Dani i godine" koja je dobila pozitivne kritike, te je ujedno postala najslušanija pjesma godine prema nacionalnoj ljestvici Hr Top 40.
8. kolovoza 2016. godine Badrić je održala veliki koncert u pulskoj Areni povodom 20. godišnjice svoje karijere gdje je između ostalog otpjevala najveće hitove svoje karijere te je svojim koncertom prva te ujedno i jedina žena koja je nastupila 2016. godine u pulskoj Areni.

## Duhovna glazba
Nina je osim u izvođenju popa, R&B i soula angažirana i u izvođenju duhovne glazbe. Nastupala je na festivalu duhovne glazbe Bonofest 2013. i 2016. godine koji se održava u župi sv. Filipa i Jakova u Vukovaru. 2013. godine izvela je pjesmu "Tvoje ime" sa sestrama Husar, Marijom i Ivanom. Za album „Pjesma nad pjesmama“ VIS-a Jukić snimila je pjesmu "Negdje mi netko". Tekst za pjesmu napisao je August Đarmati, glazbu fra Ivan Opačak dok aranžman potpisuje Ante Gelo. Uz Ninu za album su pjevali Tereza Kesovija, Ivan Mikulić, Ivana Vrdoljak Vanna, Ivana Husar Mlinac, Doris Dragović, Željko Bebek, Marija Husar Rimac, Zorica Kondža i Kemal Monteno. Badrić također nastupa na koncertu duhovne glazbe "Kamenita vrata" u organizaciji molitvene zajednice Srce Isusovo.

## Privatni život
11. rujna 2006. godine Nina Badrić se u intimnoj atmosferi u istarskim Balama, udala za svog dugogodišnjeg dečka Bernarda Krasnića. Rastali su se 2012. godine. Za vrijeme predizborne kampanje Ive Sanadera pjevala je za HDZ. 2013. godine svjedočila je na suđenju bivšem hrvatskom premijeru Ivi Sanaderu u slučaju Fimi medija. Izjavila je da novac za nastup u HDZ-ovoj predizbornoj kampanji nije dobila "na ruke" već preko računa te da o svom angažmanu nikada nije razgovarala s optuženim bivšim premijerom i predsjednikom HDZ-a Ivom Sanaderom. U javnosti je poznata po religioznosti, a prilikom intervjua za Šlep šou istaknula je da svoj mir pronalazi u vjeri. Također je izjavila da je svakog utorka ispred Kamenitih vrata i da se uz molitvu druži s članovima molitvene zajednice "Srce Isusovo". 3. travnja 2015. godine Badrić je trebala održati koncert u Užicu, a javnost su šokirali javni istupi omladine Gradskog odbora Srpske radikalne stranke (SRS) koja je tražila da se koncert ne održi jer tvrde da "Nina Badrić otvoreno stavila u propagandu antisrpske histerije u Hrvatskoj, na stranu ustaških zločinaca koji su okrvavili ruke nad nedužnim srpskim življem Republike Srpske Krajine, i dočekala pjesmom one koji su se vratili iz Haaga, a odgovorni su za stradanje Srba". U prijateljskom je odnosu s ruskim milijarderom Andrejem Meljničenkom i njegovom suprugom Sandrom.

## Nagrade
Nina Badrić osvojila je mnoge glazbene nagrade, a između ostalog više puta je pobijedila na dodijeli prestižne diskografske nagrade Porin.
- 1998. Porin za najbolju žensku vokalnu izvedbu - za izvedbe na albumu Personality
- 1998. Porin za najbolji album pop i zabavne glazbe - Personality
- 2001. Porin za najbolju žensku vokalnu izvedbu - za izvedbe na albumu Nina
- 2004. Porin za najbolju žensku vokalnu izvedbu - za izvedbu skladbe "Čarobno jutro"
- 2004. Porin za pjesmu godine - "Čarobno jutro"
- 2004. Porin za najbolji album pop i zabavne glazbe - Ljubav
- 2004.  Porin za album godine - Ljubav

Uz Porina, Nina je osvojila brojne nagrade Hrvatskog radijskog festivala (HRF), dobitnica je bosanskohercegovačke nagrade 'Index', koja joj je dodijeljena u Sarajevu u kategoriji najbolja ženska vokalna izvedba.

## Diskografija

### Albumi
Studijski
| Naslov           | Detalji | Plasman |
| Naslov           | Detalji | HR      |
| ---------------- | --- | ------- |
| Godine nestvarne | - Izdano: 1995. - Formati: kaseta, CD, digitalno preuzimanje, streaming - Izdavačka kuća: Croatia Records  | [ a ]   |
| Personality      | - Izdano: 1997. - Formati: kaseta, CD, digitalno preuzimanje, streaming - Izdavačka kuća: Scardona Records | [ a ]   |
| Me!              | - Izdano: 1998. - Formati: kaseta, CD, digitalno preuzimanje, streaming - Izdavačka kuća: Dance Factory    | [ a ]   |
| Unique           | - Izdano: 1999. - Formati: kaseta, CD, digitalno preuzimanje, streaming - Izdavačka kuća: Croatia Records  | [ a ]   |
| Nina             | - Izdano: 2000. - Formati: kaseta, CD, digitalno preuzimanje, streaming - Izdavačka kuća: Croatia Records  | [ a ]   |
| Ljubav           | - Izdano: 2003. - Formati: kaseta, CD, digitalno preuzimanje, streaming - Izdavačka kuća: Aquarius Records | [ a ]   |
| 07               | - Izdano: 2007. - Formati: CD, digitalno preuzimanje, streaming - Izdavačka kuća: Aquarius Records         | 1       |
| NeBo             | - Izdano: 2011. - Formati: CD, digitalno preuzimanje, streaming - Izdavačka kuća: Aquarius Records         | 1       |

Kompilacije
1. Live (uživo) - 2001.
2. Collection (kompilacija) - 2003.
3. Ljubav za ljubav – Live (uživo) - 2005.
4. Najdraži... Best of 2003-2013 (kompilacija) - 2013.
5. Arena Zagreb (uživo) - 2021.
6. Dani i godine (Best of 2014-2021) (kompilacija) - 2021.[44]
7. Peristil sentimenti (uživo) - 2022.[45]

### Festivali i kompilacije
1. 1997. - Dance 1
2. 1998. - Supergirl
3. 2000. - Super Hitovi 1998-2000
4. 2001. - Super Hitovi 2000-2001
5. 2001. - Tonika 2001
6. 2003. - Dora 2003
7. 2004. - Galeb i ja
8. 2004. - Hrvatski radijski festival 2004
9. 2005. - Hitomanija 2
10. 2005. - Turky party - prvih 10 godina 2
11. 2006. - Ja sam zaljubljen
12. 2006. - Tulum za dušu Vol. 2

### Singlovi
| "Ako odeš ti"                                                                      | 1998. | 1. | Personality   |
| "Na kraj svijeta"                                                                  | 1999. | 1. | Unique        |
| "Tko si ti"                                                                        | 1999. | 2. | Unique        |
| "Nije mi svejedno"                                                                 | 1999. | 2. | Unique        |
| "Nek ti bude kao meni"                                                             | 2000. | 2. | Nina          |
| "Ako kažeš da me ne voliš"                                                         | 2000. | 1. | Nina          |
| "Ostavljam ti sve"                                                                 | 2000. | 2. | Nina          |
| "Pomiluj ljubav moju"                                                              | 2001. | 5. | Singl         |
| "Čarobno jutro"                                                                    | 2003. | 1. | Ljubav        |
| "Za dobre i loše dane"                                                             | 2003. | 1. | Ljubav        |
| "Takvi kao ti"                                                                     | 2003. | 1. | Ljubav        |
| "Moja ljubav"                                                                      | 2004. | 1. | Ljubav        |
| "Imati pa nemati"                                                                  | 2007. | 7. | 07            |
| "Da se opet tebi vratim"                                                           | 2007. | 2. | 07            |
| "Kralj života mog" s Ljiljanom Petrović Buttler                                    | 2008. | 2. | 07            |
| "Dodiri od stakla"                                                                 | 2008. | 1. | 07            |
| "Ne mogu ti reći što je tuga" s Harijem                                            | 2009. | 1. | 07            |
| "Ne dam te nikom"                                                                  | 2009. | 1. | 07            |
| "Znam te ja"                                                                       | 2010. | 2. | NeBo          |
| "Moje oči pune ljubavi"                                                            | 2011. | 1. | NeBo          |
| "Dat će nam Bog"                                                                   | 2012. | 1. | NeBo          |
| "Neopisivo"                                                                        | 2013. | 1  | Singl         |
| "Čeznja"                                                                           | 2013. | 3  | Singl         |
| "Dan D"                                                                            | 2014. | 19 | Dani i godine |
| "Vjetrenjače"                                                                      | 2014. | 1  | Dani i godine |
| "Više smo od prijatelja"                                                           | 2015. | 1  | Dani i godine |
| "Cipele"                                                                           | 2015. | 2  | Dani i godine |
| "Dani i godine"                                                                    | 2016. | 1  | Dani i godine |
| "Vrati me"                                                                         | 2017. | 1  | Dani i godine |
| "Mijenja se vrijeme"                                                               | 2017. | 1  | Dani i godine |
| "Rekao si"                                                                         | 2018. | 1  | Dani i godine |
| "Volim te, volim"                                                                  | 2019. | 1  | Dani i godine |
| "Ja još uvijek imam istu želju"                                                    | 2021. | 1  | Dani i godine |
| "Pamtim"                                                                           | 2021. | 3  | Dani i godine |
| "Nemoj" s Petrom Grašom                                                            | 2023. | 1  | Singl         |
| "#onokad"                                                                          | 2024. | 2  | Singl         |
| "Kako si"                                                                          | 2024. | 16 | Singl         |
| "Moji ljudi"                                                                       | 2024. | 1  | Singl         |
| "Alive"                                                                            | 2025. | 1  | Singl         |
| "—" označava da se pjesma nije plasirala na ljestvicu ili nije izdana u toj državi |       |    |               |

### Engleski
| Naslov         | Godina | Plasman | Plasman | Album |
| Naslov         | Godina | HR      | IT      | Album |
| -------------- | ------ | ------- | ------- | ----- |
| I'm so excited | 1998.  | 1.      | 4.      | Me!   |

## Filmografija
| Godina | Film                   | Uloga                                           | Bilješke                                                    |
| ------ | ---------------------- | ----------------------------------------------- | ----------------------------------------------------------- |
| 2005.  | Bitange i princeze     | kandidatkinja/plavuša                           | gostujuća uloga                                             |
| 2006.  | Libertas               | pjevačica u krčmi                               | sporedna uloga                                              |
| 2006.  | Princ od Egipta        | solistica pjesme "Kad ljubav pobijedi" s Vannom | hrvatska sinkronizacija (RTL televizija i Project 6 Studio) |
| 2010.  | Lud, zbunjen, normalan | Nina Badrić                                     | gostujuća uloga                                             |
| 2011.  | Mačak u čizmama        | Kitty Meka Šapa                                 | glavna uloga (hrvatska sinkronizacija)                      |
| 2014.  | Magacin Kabare Show    | Shy                                             | gostujuća uloga                                             |